# The Black Cat (pel·lícula de 1934)

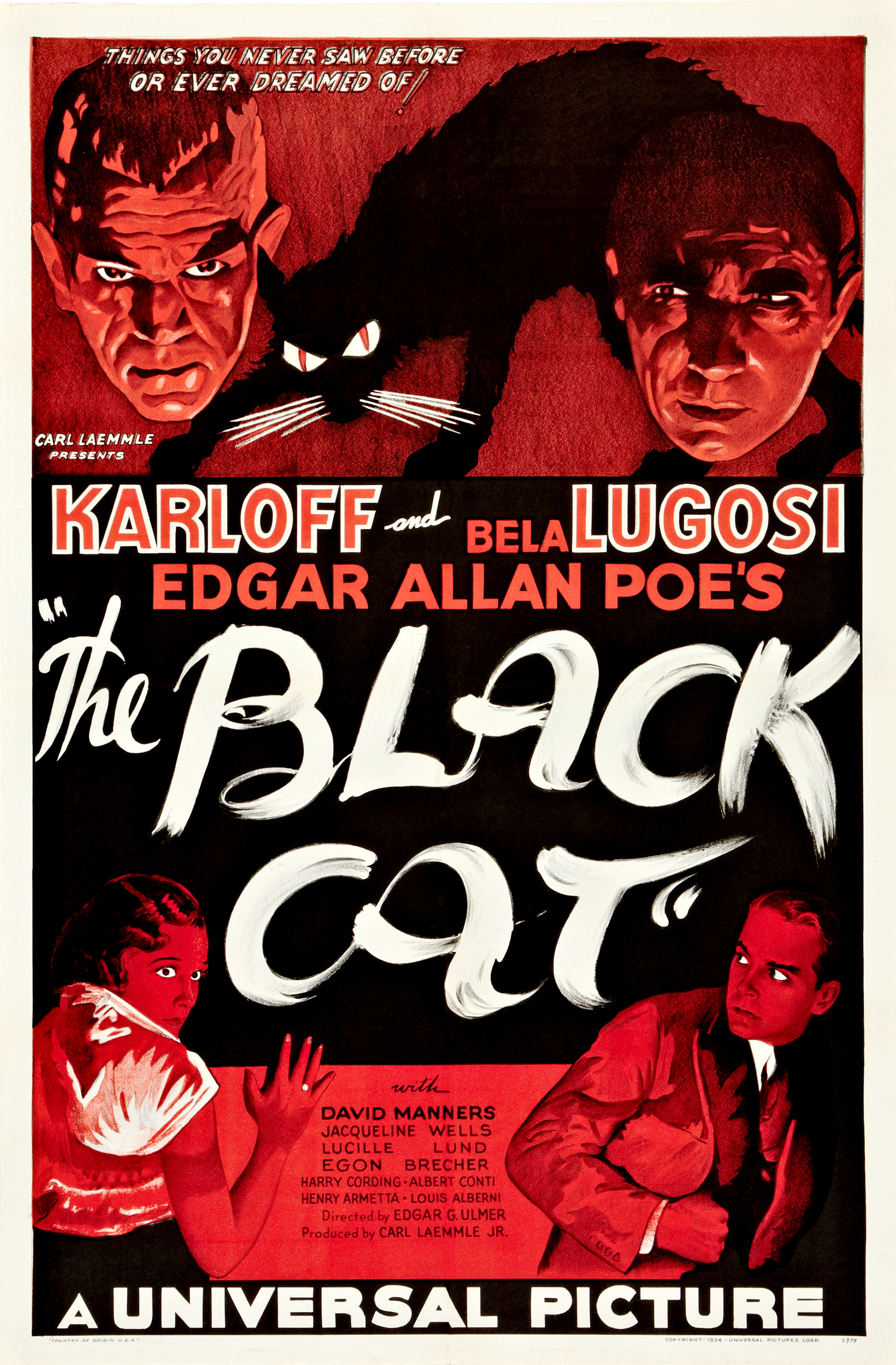
Poster d’estrena al cinema alternativa

The Black Cat és una pel·lícula estatunidenca de terror del 1934 pre-Codi dirigida per Edgar G. Ulmer i protagonitzada per Boris Karloff i Béla Lugosi. Va ser el major èxit de taquilla de l'any d'Universal Pictures, i va ser la primera de vuit pel·lícules (sis de les quals van ser produïdes per Universal) amb Karloff i Lugosi. El 1941, Lugosi va aparèixer en una comèdia de terror i misteri amb el mateix títol, que també va rebre el nom i aparentment "suggerit per" conte d'Edgar Allan Poe.
La pel·lícula va ser una de les primeres pel·lícules amb una partitura musical gairebé contínua, i va ajudar a crear i popularitzar el subgènere del terror psicològic posant èmfasi en l'atmosfera, els sons estranys, el costat més fosc de la psique humana, i emocions com la por i la culpa per lliurar les seves cicatrius.

## Trama
Durant la seva lluna de mel a Hongria, el novel·lista de misteri estatunidenc Peter Alison i la seva nova dona Joan se'ls diu que, a causa d'una confusió, han de compartir un compartiment de tren amb el doctor Vitus Werdegast, un psiquiatre hongarès, que diu que viatja per veure n vell amic. A mesura que avança la nit, la parella s'assabenta que Werdegast va marxar de casa 18 anys abans per lluitar a la Primera Guerra Mundial i no ha vist la seva dona des d'aleshores, ja que va passar els últims 15 anys en un famós camp de presoners a Sibèria.
A la foscor i la pluja, Peter, Joan, Werdegast i Thamal, el criat de Werdegast, es traslladen a un petit autobús. Quan estan a prop de la destinació de Werdegast, la casa remota que l'arquitecte austríac Hjalmar Poelzig va construir sobre les ruïnes de Fort Marmorus, el conductor de l'autobús perd el control i marxa de la carretera. Ell mor a l'accident i en Joan està ferida, però en Peter, en Werdegast i en Thamal estan prou bé per portar-la a casa de Poelzig.
Després de tractar la lesió de Joan, Werdegast i Poelzig van a parlar en privat. Werdegast diu que ha vingut per venjar-se, ja que sap que Poelzig va trair Fort Marmorus, que Poelzig comandava, als russos, provocant la mort de milers de soldats austrohongaresos i l'empresonament de Werdegast. i li va robar la seva dona i la seva filla, totes dues anomenades Karen, després de dir-los que era mort. Peter interromp, i aleshores passa el gat negre de Poelzig i Werdegast, que pateix una ailurofòbia severa, el mata llençant-li un ganivet. Just aleshores entra Joan, comportant-se de manera irregular a causa d'una injecció de la droga tranquil·litzant hioscina que li havia donat Werdegast.
Els convidats van a les seves habitacions, i Poelzig, portant un gat negre, examina una "col·lecció" de dones mortes conservades exposades en vidres al seu soterrani. Porta a Werdegast a veure una de les dones, que Werdegast reconeix com la seva dona, i diu que va morir de pneumònia dos anys després de la guerra i la Karen més jove també ha mort. Amb el cor trencat, Werdegast dispararà a Poelzig, però el gat l'espanta, i Poelzig diu que haurien d'esperar a tenir el seu enfrontament fins que els Alison marxin. Els homes marxen, i Poelzig s'uneix al llit amb la filla de Werdegast, Karen, que és viva i és la seva dona. Dient-li que no surti de l'habitació l'endemà, obre un llibre titulat Els ritus de Llucifer.
Al matí, en Joan es desperta sentint-se bé, i ella i en Peter esperen marxar aquell dia. Werdegast s'enfronta a Poelzig sobre com està mirant Joan, i Poelzig esmenta una cerimònia programada per a aquesta nit i admet que té la intenció que ella es quedi. Ell i Werdegast juguen una partida d'escacs per decidir el destí dels Alison i, després de perdre, en Werdegast fa que Thamal l'ajudi a col·locar en Peter a una cel·la al soterrani i tancar Joan a la seva habitació. Més tard, la Karen es troba amb Joan, que li diu a la Karen que Werdegast encara és viu, però que Poelzig atrapa les dones. Ell i la Karen surten i en Joan sent cridar la Karen.
Aquella nit, el culte satànic de Poelzig es reuneix a casa seva. La Joan entra i, quan Poelzig s'acosta a ella, una dona acòlit veu alguna cosa que la fa cridar i desmaiar-se. Aprofitant la distracció, Werdegast i Thamal agafen la Joan i se la porten. Thamal és disparat pel criat de Poelzig abans d'enviar-lo, i Werdegast insta a Joan a oblidar-se de Peter i escapar. Ella li diu que la seva filla és viva i està casada amb Poelzig, i ell se'n va corrent, trobant la Karen morta en una llosa. Poelzig entra i els adversaris lluiten. Un Thamal moribund ajuda a Werdegast a dominar Poelzig i a encadenar-lo al seu bastidor d'embalsamament, i Werdegast comença a escorxar Poelzig viu.
Peter s'escapa de la seva cel·la i busca la Joan. Troba Werdegast ajupit al seu costat per ajudar a arrencar una clau de la mà morta de Thamal, però creu que Werdegast l'està atacant, així que dispara al psiquiatre. Ferit de mort, Werdegast diu a la parella que se'n vagin i encén es càrregues de demolició sobrants de quan la casa era una instal·lació militar, destruint l'edifici i erradicant el culte de Poelzig.
Després de viure una aventura increïble, en el viatge a casa, en Pere i la Joan van llegir una ressenya de la seva darrera novel·la, que es queixa que l'argument és massa descabellat.

## Repartiment
- Boris Karloff (acreditat com a Karloff) com a Hjalmar Poelzig, un arquitecte i antic amic de Werdegast que guarda secretament a Karen i la seva filla a casa seva.
- Béla Lugosi com el doctor Vitus Werdegast, un metge i veterà de la Primera Guerra Mundial que torna a trobar la seva dona i s'enfronta a Poelzig.
- David Manners com a Peter Alison, escriptor i marit de Joan
- Jacqueline Wells (més tard coneguda com a Julie Bishop) com a Joan Alison, l'esposa de Peter que és capturada per Poelzig.
- Lucille Lund com a Karen Poelzig (|née Werdegast), la dona de Poelzig i la filla de Werdegast (Lund també interpreta el cadàver de la mare de Karen, que també es deia Karen)
- Egon Brecher com el Majordom, el servent de Poelzig
- Harry Cording com a Thamal, el servent de Werdegast
- Henry Armetta com el sergent que investiga l'accident d'autobús
- Albert Conti com el tinent que investiga l'accident d'autobús
- George Davis com a conductor d'autobús de l'Hotel Hungaria—Gömbös (sense acreditar)
- Anna Duncan com a minyona de Poelzig (sense acreditar)
- John Carradine com el membre de culte que toca l'orgue (sense acreditar)[1]

## Producció
Encara que Edgar Allan Poe rep un crèdit "suggerit per", la pel·lícula té poc a veure amb el seu conte de 1843 "El gat negre". En canvi, el director Edgar G. Ulmer i l'escriptor Peter Ruric (més conegut com a escriptor pulp "Paul Cain") van inventar la història, que explota el que va ser un interès públic sobtat per la psiquiatria, i Ruric va escriure el guió. La pel·lícula homònima de 1941 protagonitzada per Basil Rathbone, que pretén ser "suggerit per" la mateixa història de Poe, té poca relació amb aquesta pel·lícula, a part de la presència de Lugosi.
El personatge d'Hjalmar Poelzig es va inspirar en la vida de l'ocultista Aleister Crowley, mentre que el nom "Poelzig" va ser manllevat de l'arquitecte Hans Poelzig, a qui Ulmer afirmava tenir Va treballar amb els platós de la pel·lícula muda de Paul Wegener Der Golem (1920).
Una partitura formada per fragments de peces de música clàssica compostes per Liszt, Tchaikovski, Chopin, i altres recorren gairebé el 80% de la pel·lícula. La banda sonora va ser compilada per Heinz Roemheld.

## Estrena
Com a part del boom de les pel·lícules sonores de terror després de l'estrena de Dracula i Frankenstein el 1931, The Black Cat va ser el major èxit de taquilla de l'any 1934 per a Universal Pictures, i va ser la primera de vuit pel·lícules (sis de les quals van ser produïdes per Universal) que van incloure Béla Lugosi i Boris Karloff. La pel·lícula es va estrenar als cinemes del Regne Unit sota el títol House of Doom.

### Mitjans domèstics
El 2005, la pel·lícula es va estrenar en DVD com a part de la Bela Lugosi Collection, juntament amb Murders in the Rue Morgue (1932), The Raven (1935), The Invisible Ray (1936) i Black Friday (1940). Eureka Entertainment va llançar el pel·lícula en Blu-ray el juliol de 2020 com a part de la seva col·lecció Masters of Cinema al conjunt "Three Edgar Allan Poe Adaptations Starring Bela Lugosi" set, que també incloïa Murders in the Rue Morgue i The Raven.

## Recepció crítica
Després de l'estrena original de la pel·lícula, el crític de The New York Times va escriure: "The Black Cat és més estúpida que horrible. La història i el diàleg acumulen l'agonia massa espessa per donar a l'audiència una ensurt raonable".
La reputació crítica de la pel·lícula ha crescut amb el temps, però, i al lloc web de l'agregador de ressenyes Rotten Tomatoes, té un 88% d'aprovació basat en 34 ressenyes, amb una puntuació mitjana de 7,7/10; el "consens dels crítics" del lloc diu: "Aprofitant al màxim la seva parella d'estrelles Karloff-Lugosi i un munt d'atmosfera esgarrifosa, The Black Cat és un dels primers clàssics de la biblioteca de pel·lícules de monstres d'Universal". L'any 2007, el crític britànic Philip French va qualificar la pel·lícula de "la primera (i la millor) de les set aparicions conjuntes de Karloff/Lugosi. La pel·lícula es desenvolupa com un malson que implica necrofília, ailurofòbia, drogues, un joc mortal d'escacs, tortura, escorxament i una missa negra amb un sacrifici humà. Aquesta obra mestra estranya i totalment irracional, que dura poc més d'un hora, té imatges que s'enterren a la ment".
A la dècada de 2010, Time Out va enquestar un grup d'autors, directors, actors i crítics que havien treballat en el gènere de terror, i The Black Cat va ser votada la 89a millor pel·lícula de terror de tots els temps. La pel·lícula també va ocupar el lloc número 68 a Bravo's "100 Scariest Movie Moments" per al Escena "escorxant". El guitarrista de The Cramps i destacat afeccionat al cinema de terror Poison Ivy ha dit d'aquesta escena: "Karloff s’escorxa viu al final, però en mostren l'ombra i d'alguna manera això és més horripilant".

## En la cultura popular
Un fragment de l'escena en què Werdegast pronuncia la frase: "Supernatural, perhaps. Baloney, perhaps not." apareix al llargmetratge de the Monkees' de 1968 Head i al posterior àlbum de la banda sonora. La línia també apareix a l'especial de comèdia de 1990 Brain Damaged del còmic Sinbad, així com a la cançó de Deee-Lite "E.S.P." del seu àlbum de 1990 World Clique.